# Провкин, Игорь Юрьевич
Игорь Юрьевич Провкин (род. 17 февраля 1967, Омск) — российский предприниматель, банкир и политик. В 2001—2004 годах был сенатором от Калмыкии. В 2004 году баллотировался в губернаторы Псковской области. В 2011 году получил условный срок, признав вину в изнасиловании и избиении студентки. С 2012 года Игорь Провкин являлся членом совета директоров ряда финансовых организаций. С 2020 года занимает кресло гендиректора АО «Опытный завод №31 Гражданской авиации».

## Биография
Родился в Омске в семье учительницы и нефтяника, затем семья перебралась в Сургут. После окончания средней школы в 1985 году женился. Отслужив в ВДВ, в 1992 окончил Государственную Академию нефти и газа. Стал кандидатом в мастера спорта по боксу. 
С сентября 1992 по октябрь 1994 года – директор ТОО «Экви-КОМ». С июля 1993 года – председатель Совета директоров ТПК «Пересвет». С 1994 года руководил АКБ «Русский банкирский дом». 
В 2001 году в «Высшей школе приватизации и предпринимательства» защитил кандидатскую диссертацию по теме «Организация деятельности коммерческих банков по инвестированию реального сектора экономики (на примере жилищного строительства)».

### Член Совета Федерации
В декабре 2001 года Народный Хурал Калмыкии назначил Игоря Провкина представителем региона в Совете Федерации. Был членом ряда комитетов и комиссий: с января 2002 – член комитета СФ по бюджету, налоговой политике, финансовому, валютному и таможенному регулированию, банковской деятельности, с января 2002 по май 2003 – член комитета СФ по финансовым рынкам и денежному обращению, с января по февраль 2002 – член комиссии СФ по контролю за обеспечением деятельности СФ, с февраля 2002 по декабря 2003 – заместитель председателя комиссии СФ по контролю за обеспечением деятельности СФ, с января по декабрь 2003 и с февраля 2004 – член комиссии СФ по естественным монополиям, с апреля по сентябрь 2003 – член комиссии СФ по делам молодежи и спорту, с мая 2003 – заместитель председателя комитета СФ по финансовым рынкам и денежному обращению, с сентября 2003 – член комиссии СФ по информационной политике, с января 2004 – член Комиссии СФ по контролю за обеспечением деятельности СФ, член Комиссии СФ по взаимодействию со Счетной палатой РФ.
29 октября 2004 года Народный Хурал удовлетворил просьбу Игоря Провкина об отставке по собственному желанию в связи с выдвижением в губернаторы Псковской области. За работу в Верхней палате парламента Провкин был отмечен почётной грамотой Совета Федарации, а также получил почётную грамоту от Хурала «за совместную плодотворную работу».

### Выдвижение на пост губернатора Псковской области
Весной 2004 года Игорь Провкин, на тот момент ещё сенатор, ещё до официального старта избирательной кампании начал борьбу за должность губернатора Псковской области. Он начал выпускать бесплатную еженедельную газету общим тиражом более 300 тысяч экземпляров, объезжал сельскую местность, раздавал местным жителям материальную помощь и подарки. Руководил его избирательной кампанией Модест Колеров. Провкин добивался недопуска к выборам действующего губернатора Евгения Михайлова на том основании, что Михайлов уже занимал свой пост два срока. В свою очередь Михайлов также боролся против политических противников, основной из которых, мэр Пскова Михаил Хоронен, был снят с гонки. Накануне выборов газета «Коммерсантъ» отмечала, что по Игорю Провкину «был нанесён ряд превентивных информационных ударов», так как, по мнению местных политологов, он также претендовал на электорат Михайлова. В конце октября местные интернет-СМИ и информагентства, связанные с губернатором, опубликовали сообщения о том, что член СФ подозревается в изнасиловании 19-летней девушки. Эти обвинения фактически поставили крест на избирательной кампании. Провкин получил в первом туре лишь 8,3 % и занял пятое место. Ко второму туру Провкин неожиданно после всех конфликтов поддержал действующего губернатора Михайлова. Скандал с изнасилованием на тот момент продолжения не имел, так как заявительница через несколько дней без объяснения причин отказалась от своих показаний.

### После выборов, уголовное дело
После завершения политической карьеры в 2004—2007 годах работал консультантом в ФСКН и РСПП. 
С 2007 года — гендиректор ЗАО «Инвестиционная компания Р. Б. Д.» (Москва). Член совета директоров и владелец 13,06 % Ульяновскэнерго. С 2008 года Игорь Провкин был председателем правления ульяновского ПВ-банка (бывший банк «Поволжский»), основанного в 1990 году. 
В конце сентября 2010 года Замоскворецкий суд Москвы санкционировал арест Игоря Провкина по обвинению в изнасиловании. По словам официального представителя СКП РФ Маркина, в деле фигурировало два эпизода, совершённых 1 января 2010 и 3 августа 2010 соответственно.
Вначале защита Игоря Провкина настаивала на невиновности подзащитного, а он сам отрицал вину. Однако в дальнейшем, по данным суда, «полностью признал свою вину и раскаялся». Ввиду чистосердечного признания 24 января 2011 года Замоскворецкий суд Москвы признал Игоря Провкина виновным в деянии, предусмотренным статьёй 132 часть 1 УК РФ (Насильственные действия сексуального характера) и приговорил его к 3,5 годам лишения свободы, заменив его 4 годами условно. Государственный обвинитель попытался обжаловать приговор в Московском городском суде.

### Последующая карьера
После завершения уголовного дела, в феврале 2011 года Центральный банк России и Агентство по страхованию вкладов провели проверку в ПВ-банке Игоря Провкина. На тот момент, согласно рэнкингу банков «Интерфакса», ПВ-банк присутствовал в 17 российских регионах, занимал 301-е место по размеру активов (5,32 млрд руб.), и на 1 апреля граждана на вкладах размещали 2,05 млрд руб. Итогом проверки стал запрет на привлечение вкладов. Эти обстоятельства подтолкнули Провкина к выходу из банковского бизнеса, и к июлю 2011 года он продал принадлежавшие ему 98,01 % акций банка сторонним инвесторам.
С 2012 года Игорь Провкин являлся членом совета директоров ряда финансовых организаций . С 2020 года занимает пост гендиректора АО «Опытный Завод N31 ГА».

## Семья
Жена, Светлана Владимировна Провкина — владелец компании «Центр стоковой торговли ОК» и круизной компании Trim Express. 
Игорь Провкин отец пятерых детей. Два старших сына Юрий и Егор Провкины контролируют микрофинансовые организации «Быстроденьги» и «Турбозайм», одни из крупнейших в стране.

## Публикации и интервью
1. Провкин И. Ю. Инвестиции в реальный сектор экономики: роль банков // Деньги и кредит. — 2001. — № 3. — С. 44-46.
2. Виталий Денисов. Член Совета Федерации Игорь ПРОВКИН: Патриотизм — понятие непреходящее // Учительская газета. — 2002. — № 44.
3. Провкин И. Ю. Ипотечный потенциал регионов // Бизнес и банки. — 2004. — № 46. — С. 3-5.